# Blaricum
Blaricum és un municipi de la província d'Holanda del Nord, al centre-oest dels Països Baixos. L'1 de gener de 2009 tenia 8.998 habitants repartits per una superfície de 15,58 km² (dels quals 4,45 km² corresponen a aigua). Limita al nord amb Huizen i al sud amb Laren i Eemnes.

## Centres de població
Nieuw-Blaricum i Bijvanck.

## Ajuntament
El consistori és format per 13 regidors:
- Hart van Blaricum – 4 regidors
- VVD - 3 regidors
- PvdA - 2 regidors
- CDA - 2 regidors
- Nieuwe Blaricum Partij – 1 regidor
- Blaricums Belang – 1 regidor